# 石川県道298号七尾鳥屋線

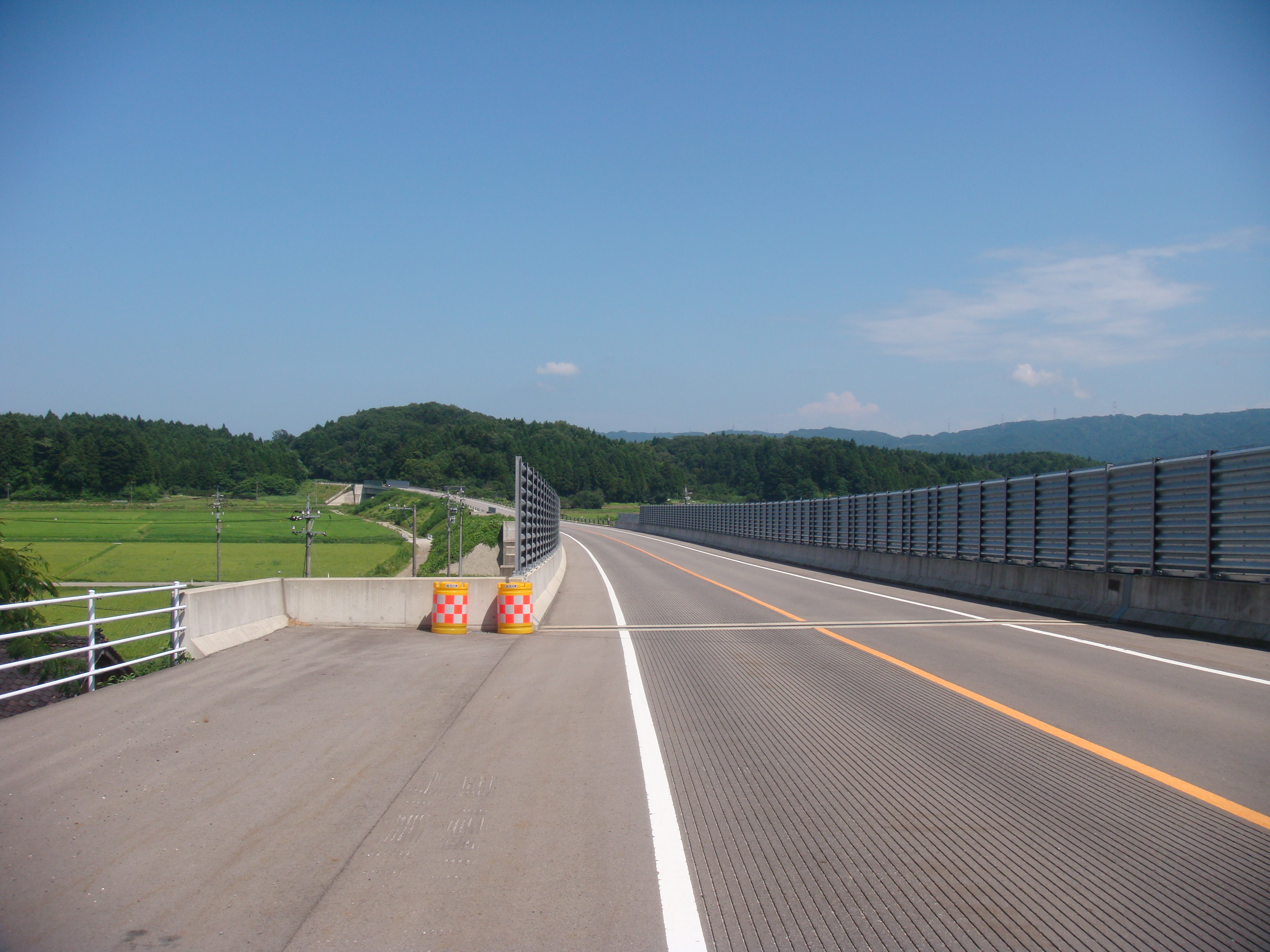
七尾市西三階町（2011年（平成23年）撮影）

石川県道298号七尾鳥屋線（いしかわけんどう298ごう ななおとりやせん）とは、石川県七尾市と同県鹿島郡中能登町を結ぶ一般県道（石川県道）である。全区間、七尾道路として整備が進められている。

## 概要
- 起点：石川県七尾市国分町（＝国分西交差点、国道249号藤橋バイパス交点）
- 終点：石川県鹿島郡中能登町瀬戸（＝石川県道46号志賀田鶴浜線交点）

現道部は、全区間2車線（片側1車線）で整備されているものの、見通しの悪いカーブが連続している。終点部で接続する石川県道46号志賀田鶴浜線とともに、のと里山海道の上棚矢駄ICと結び、七尾市中心部と金沢方面とのアクセスを容易にする七尾道路として、新道の建設など、高規格の道路整備が路線認定以来続けられている。

## 歴史
- 1995年（平成7年）4月1日：道路法（昭和27年法律第180号）第7条の規定に基づき路線認定[1]。
- 2010年（平成22年）
  - 10月12日：当県道における七尾道路の事業区間（3,700m）のうちのI期区間にあたる七尾市東三階町から同市西三階町までの新道部の区間（2,280m）[2]を当県道の区域に編入する[3]。
  - 11月13日：七尾市東三階町から同市西三階町までの新道部が開通した[4]。

## 接続道路
- 国道249号藤橋バイパス（石川県道2号七尾羽咋線）（七尾市国分町・国分西交差点：起点）
- 石川県道249号池崎徳田線（七尾市白馬町・白馬北交差点）
- 石川県道46号志賀田鶴浜線（鹿島郡中能登町瀬戸：終点）

## 周辺
- 七尾フラワーパーク・のと蘭ノ国
- ほっとらんどNANAO
- ななか斎場
- スギヨ 北陸工場

## 通過する自治体
- 石川県
  - 七尾市 - 鹿島郡中能登町